# Rostadneset
Rostadneset es una localidad ubicada en el municipio de Fredrikstadt, provincia de Viken, Noruega. Tiene una población estimada, a inicios de 2021, de 277 habitantes.
Está ubicada al sureste del país, cerca de la ribera oriental del fiordo de Oslo y de la frontera con Suecia.